# Valeria Ränik
Valeria Ränik (eigentlich Valeria Poprjänik, * 19. August 1964 in Moskau) ist eine estnische Schriftstellerin.

## Leben
Valeria Räniks Vorfahren waren Esten, die im 19. Jahrhundert nach Kaukasien ausgewandert waren. Sie ging in Moskau zur Schule und lernte als Autodidaktin Estnisch mit Hilfe schriftlicher Materialien. Von 1981 bis 1987 studierte sie ebenfalls in Moskau und machte ihren Abschluss als Elektronikingenieurin. Parallel dazu war sie in der Moskauer Abteilung des sowjetischen Schriftstellerverbands aktiv, bevor sie 1988 nach Estland übersiedelte.
In Estland studierte sie ab 1988 an der Universität Tartu estnische Sprache und Literatur und schloss 1996 mit dem Bakkalaureus ab. Seit 2014 lebt sie als freiberufliche Schriftstellerin in Südestland.
Valeria Ränik ist seit 1991 Mitglied des Estnischen Schriftstellerverbandes.

## Literarisches Werk
Valeria Ränik debütierte (noch als Valeria Poprjänik) mit Gedichten 1986 in der damals gerade neugegründeten Zeitschrift Vikerkaar. Kurz danach schloss sie sich mit Jüri Ehlvest, Kauksi Ülle, Sven Kivisildnik und Karl Martin Sinijärv zur Gruppierung „Hirohall“ zusammen, die mit verantwortlich war für einen literarischen Aufbruch während der Singenden Revolution. Das wichtigste Konzept dieser Gruppierung war der so genannte Ethnofuturismus, den Ränik insofern symbolisierte, als sie sich bewusst für das Estnisch-Sein entschieden hatte.
Als 1990 ihre ersten beiden Gedichtbände erschienen, wurde sie die erste Trägerin des nach Betti Alver benannten Debütpreises (gemeinsam mit Jaan Undusk, der den Preis für Prosa erhielt). Die beiden Bücher wurden vielfach besprochen und gelobt, wobei meistens die Herkunft der Autorin betont Wurde. Mati Unt zufolge hatte die Autorin „… genug von der sie umgebenden russischen Grauheit und floh zu den tanzenden und singenden Esten.“ Auch die weiteren Gedichtbände wurden häufig rezensiert und teilweise positiv aufgenommen, so zog Ruth Jyrjo beispielsweise eine Parallele zu Ene Mihkelson. Bei den folgenden Gedichtbänden reagierte die Kritik jedoch zunehmend enttäuschend, wobei ein Kritiker seine Rezension sogar mit „Ja, völlig daneben“ überschrieb.
Im 21. Jahrhundert konzentriert sich die Autorin auf Sachbücher und Naturschutz und nimmt kaum noch am literarischen Leben teil.

## Übersetzungen ins Deutsche
- Der Wohnungsgeist, in: Estnische Kurzgeschichten. Von Valeria Ränik, Voldemar Miller und Eeva Park. Zweisprachig, Ausgewählt und Übersetzt von Heinz Wilhelm Pfeiffer. Michelstadt: Neuthor-Verlag 1996, S. 9–21.[7]

## Auszeichnungen
- 1990 Betti-Alver-Debütpreis
- 1991 Eduard-Vilde-Preis
- 2001 Preis des Estnischen Kulturkapitals (Kinderliteratur)

## Bibliografie
- Ellujäämine ('Am Leben bleiben'). Tartu: Eesti Kostabi $elts 1990. 71 S.
- Orb. Eemalolija luuletusi ('Waisenkind. Gedichte einer fern Seienden'). Tallinn: Eesti Raamat 1990. 93 S.
- Ajast kinni. Luuuletusi aastaist 1988-1992 ('Der Zeit verhaftet. Gedichte aus den Jahren 1988-1992'). Helsinki: Oittinen & Co 1993. 76 S.
- Ajast väljas ('Außerhalb der Zeit'). Viljandi: Sakala 1994. 31 S.
- Ajast mööda. Luuletusi aastatest 1994-1998 ('Vorbei an der Zeit. Gedichte aus den Jahren 1994-1998'). Tartu: Ilmamaa 2000. 95 S.
- Ülejõel Kassilaiu pealinnas ('Auf der anderen Seite des Flusses in der Hauptstadt von Kassilaiu'). Tartu: Elmatar 2000. 79 S.
- Aitab ajast. Valikkogu 1983-2000 ('Genug von der Zeit'). Tartu: Ilmamaa 2001. 61 S.
- Luulepere pereluuleraamat ('Das Familienlyrikbuch der Lyrikfamilie'). Tallinn: Tuum 2001. 44 + 44 S.
- Seitsme puu ja mätta taga ('Hinter sieben Bäumen und Bülten'). Tartu: V. Ränik 2007. 30 S.
- Valgust täis suur pilvealune tuba ('Ein großes Zimmer unter den Wolken voller Licht'). Tallinn: TEA 2007. 60 S.
- Viis aastat vanemaks ('Fünf Jahre älter'). Tartu: V. Ränik 2008. 96 S.
- Puude taga jõgi, jõe taga mets ('Hinter den Bäumen der Fluss, hinter dem Fluss der Wald'). Tartu: V. Ränik 2010. 30 S.
- Metsa poole. 12 aastat imelist salaelu ('Zum Wald. 12 Jahre sonderbares Geheimleben'). Tartu: V. Ränik 2011. 96 S.
- Ülejõel Kassilaiu pealinnas. Teine raamat ('Auf der anderen Seite des Flusses in der Hauptstadt von Kassilaiu. Zweites Buch'). Tartu: V. Ränik 2013. 128 S.
- Linnad kasvavad ümber metsa. Valik luulet 1984-2014 ('Die Städte wachsen um den Wald. Gedichtauswahl 1984-2014'). Tartu: V. Ränik 2014. 72, 55 S.